# Gedanken über die Schönheit und über den Geschmack in der Malerei
Gedanken über die Schönheit und über den Geschmack in der Malerei (Pensaments sobre la bellesa i el gust en la pintura) és un tractat d'estètica escrit el 1762 per Anton Raphael Mengs (1728-1779), artista d'origen alemany que ha passat a la posteritat com el pintor filòsof.

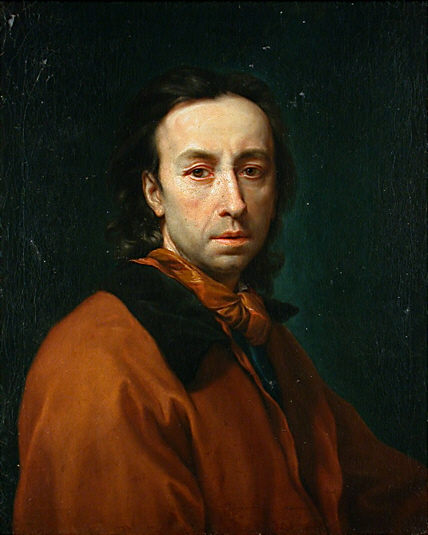
Anton Raphael Mengs

És en el camp de la Teoria de l'art i l'Estètica on Mengs es manté entre els més importants teòrics del neoclassicisme. Però no va ser tant per la importància teòrica dels seus escrits sinó per la divulgació i el renom que aquests van tenir. D'aquesta manera és important donar a conèixer aquest tractat, ja que va ser de gran importància durant el segle xviii.

## Introducció
Aquest tractat, dedicat al seu amic Johann Joachim Winckelmann, va ser la primera obra d'Anton Raphael Mengs, que va acabar publicant gràcies a les insistències de Winckelmann, tot i que de manera anònima. El 1762 es va fer la seva primera publicació, escrita en alemany, i es van seguir fent noves edicions a causa de la fama i repercussió de la qual va gaudir. Tot i la fama però, no es van fer publicacions en altres idiomes fins a les publicacions que José Nicolás de Azara va fer en castellà i italià el 1780. L'intercanvi d'idees que Mengs i Winckelmann havien intercanviat al llarg dels anys, fa que sorgeixi aquesta obra de pensament Platònic-Leibniziant. Mengs comença el seu tractat humilment, comunicant que l'escrit ha estat fruit dels seus estudis i la seva bona voluntat.
La intenció del teòric en aquest tractat és explicar què s'entén per bellesa i per gust en la pintura, perquè creu que fins al moment, els escrits no han sabut parlar-ne correctament. Destina les seves paraules a pintors de tota classe i nivells, tot i que específicament les destina als que ell en denomina la segona classe de pintors. Aquesta segona classe de pintors es compon d'aquells que ja posseeixen els primers rudiments i ho fa perquè puguin aprendre què és el Gust i coneguin, examinant-se a ells mateixos, si la Naturalesa els ha dotat de Gust o no. En cas de no haver estat dotats, aprendran per quins mitjans o exemples poden adquirir-lo.
De totes maneres, Mengs, no solament va destinar les seves paraules a aquesta classe de pintors, sinó que també els pintors que s'iniciaven en la pintura en podien treure profit, així també com els pintors formats, que d'aquesta manera, per mitjà de la lectura podien conèixer la Bellesa de les grans obres i guiar pel bon camí a la joventut.

## Contingut
Anton Raphael Mengs divideix el seu tractat en tres capítols. En el primer explica la Bellesa, el segon capítol correspon al Gust i en el tercer explica un seguit d'exemples del Gust utilitzant els pintors Rafael, Correggio i Ticià com a models. L'edició utilitzada per aquesta recerca és la publicada per José Nicolás de Azara de 1780 o 1781, on aquest autor fa una biografia de Mengs amb referències a les seves obres pictòriques i on trobem en els diferents capítols del llibre tota una recopilació dels escrits de Mengs. Així doncs, els capítols d'aquest llibre són els diferents tractats i assajos que Mengs va fer sobre la història o pràctica de l'art, entre els quals aquí incloem un capítol que tracta sobre els pensaments de Mengs sobre els grans pintors, que per ell en són: Rafael, Corregio, Ticià i els Antics. I per acabar, també reunim un seguit de cartes i un fragment d'un discurs de Mengs, que Azara també va incloure dins la seva edició.

### Bellesa
L'apartat de la Bellesa n'és la primera part del tractat i consta de cinc capítols: Definició de la Bellesa, Motius de la Bellesa en les coses visibles, Efectes de la Bellesa, La Bellesa perfecta es podria trobar a la Naturalesa; però no es troba i L'Art pot superar a la Naturalesa en Bellesa.
La definició de bellesa per Mengs, és considerada des d'un punt de vista Platònic. Mengs creu que Déu ha dotat l'home d'una noció intel·lectual de la perfecció i aquest fet és el que ell en denomina Bellesa. La Bellesa és la unió de quelcom perfecte i agradable. És l'aparença de perfecció que es dona quan els nostres sentits no perceben que hi hagi una imperfecció en una cosa. Per Mengs, tant la Bellesa com l'ànima deriven de Déu, font de la perfecció. Segons la seva teoria, la Bellesa es troba en totes les coses, ja que totes les coses ens poden semblar perfectes sempre que siguin perfectes per la fi del seu destí.
Mengs fa una comparació de la Naturalesa amb una República, on les matèries de la natura, igual que els ciutadans de la República, no poden ser totes de la mateixa bellesa i perfecció. Aquesta perfecció ve determinada per les ànimes, que no poden obrar en plena llibertat a l'hora de crear un cos bell, perquè s'esdevenen altres efectes sobre el cos que aquesta no pot controlar. L'home sempre seria bell si de l'ànima es tractés i diversos accidents no ho impedissin.

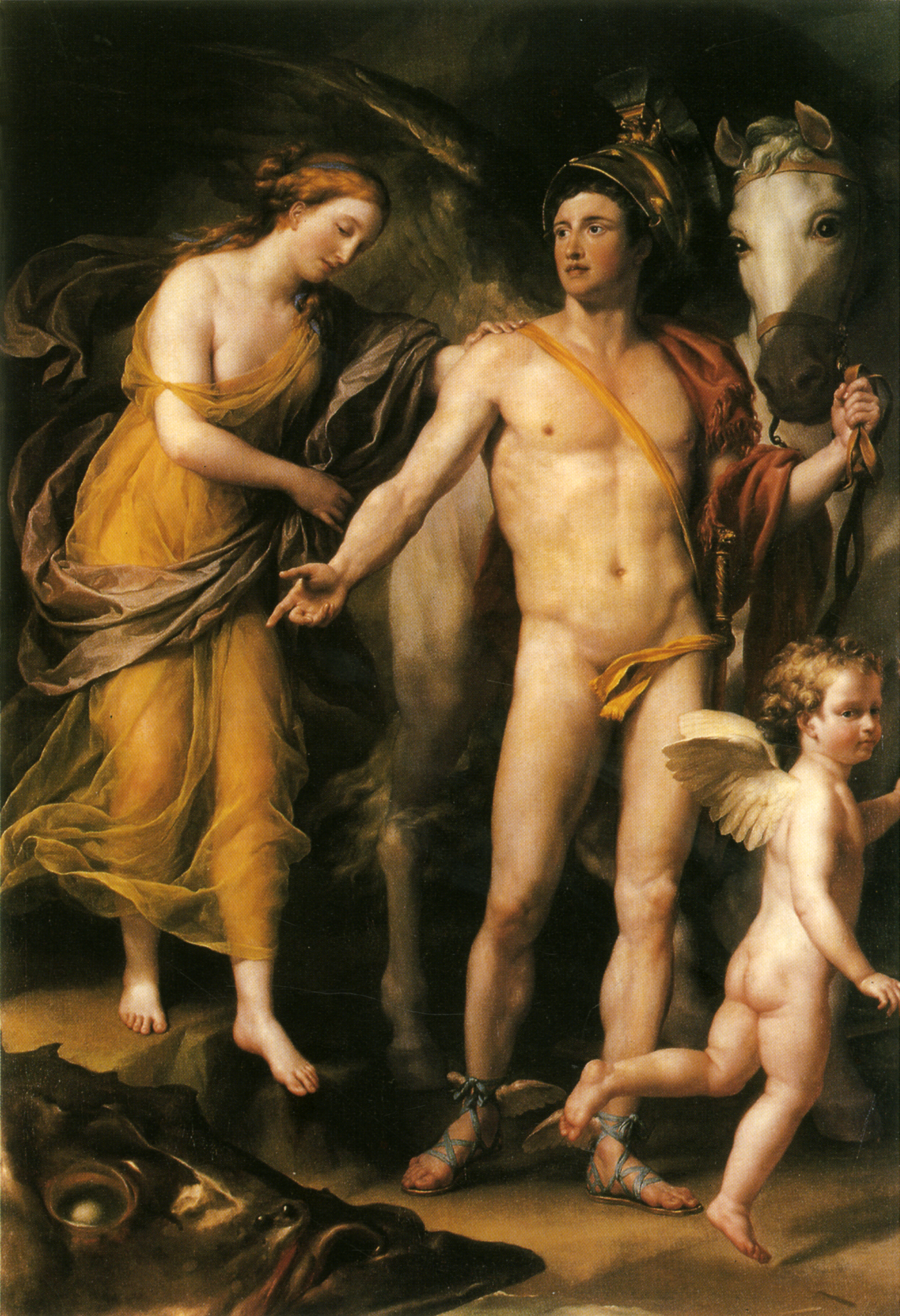
Perseo e Andromeda, 1770-76, San Pietroburgo, Ermitage

Entorn del tercer capítol, Mengs parla sobre l'efecte que produeix la Bellesa en el cos. Aquest és un efecte amb força i fa que les ànimes es moguin, desitjant unir-se a l'objecte bell, sense recordar que estan tancades dins els cossos. I així com l'ànima és la que dona l'ésser a l'home, la Bellesa és la que el dona a les figures.
| « | L'home que cerca la Bellesa la troba, perquè n'és la llum de totes les matèries i una semblança de la mateixa Divinitat. | » |

Per a Mengs, tot i ser la Pintura una imitació de la Naturalesa, no ha de ser inferior en perfecció. L'objectiu de la Pintura és la representació de la bellesa extrema i té la qualitat de poder escollir les coses més belles i perfectes de la natura i ajuntar-les. Al cinquè i últim capítol, Mengs fa una altra comparació, aquesta vegada entre les abelles i el pintor: 
| « | Com que la substància de la mel no es troba tota junta en una sola flor, sinó que l'abella la cerca en diverses, per compondre aquell suc dolç; així pot el dret Pintor escollir el millor i més bonic entre les coses criades, per produir amb l'Art la major Bellesa i expressió | » |

Així doncs, de la mateixa manera que la pintura té la qualitat de poder escollir, també altres arts com la música o la poesia poden escollir els sons i paraules de la natura i ordenar-les de la millor manera per crear la perfecció i per consegüent la bellesa. Per tant, Mengs tracta l'art com una operació purament intel·lectual on, gràcies a l'elecció i l'ordre, l'art pot superar notablement en bellesa a la Naturalesa. D'aquesta manera l'obra serà perfecta quan cada una de les seves parts siguin conformes a la idea del pintor i totes juntes al seu fi. El pintor ha de plasmar la seva expressió i el seu saber en l'obra així com el Creador va dotar de perfecció a cada cosa, fet que fa que esdevingui bella.

### Gust
| « | Allò que no mou l'home no pot donar gust | » |

Les coses simples i belles acostumen a la vista a un sentit delicat, allò forçat o exagerat procedeix a tenir un sentit grosser. El millor gust és el que es troba entre aquests dos extrems. El gust és el que determina al pintor a escollir, i de la seva elecció es veu si és dolent o bo el seu gust. Les obres de bon gust són aquelles en les quals es veuen ben expressats els objectes principals, o bé aquelles que es nota una certa facilitat, que oculten l'art i l'estudi amb què estan fetes. El gust grandiós consisteix a escollir les parts grans tant de l'home com de les altres parts de la naturalesa, i ocultar les petites i subordinades quan no són necessàries. El gust mitjà és aquell que expressa de la mateixa manera el gran i el petit, i per això no hi ha un gust sobresortint. I el gust petit és aquell que remarca les coses ínfimes, més petites. El gust bell és aquell que s'expressa amb el màxim potencial de la naturalesa. Aquest és superior a tots.
El gust és el que determina al pintor per a prendre un motiu o fi principal i que el fa escollir o descartar el que és convincent o el contrari. Qualsevol obra encertarà o fallarà segons el do de l'elecció del pintor en el colorit, robes, clarobscurs i altres coses relatives a la pintura. El pintor ha de considerar cada cosa per si mateixa, pensant el que voldria que hi hagués en ella -per escollit allò que més s'acosta al seu desig-, i també el que no voldria que hi hagués, perquè allò seria lleig. I regularment, sol ser bo allò que és agradable als sentits i dolent allò que ofèn als ulls o a la raó.

#### Gust i la imitació
La imitació és el primer pas de la pintura i, per tant, el més necessari, però no la més bella. La primera part del gust és l'ànima/raó, que seria la imitació i que ha d'escollir les parts més belles de la natura, i mai inventar-les perquè aleshores disminuiria l'art.

#### Història del gust
Els grecs van ser els primers a donar pas al gust grandiós, que el van posar en el més alt grau de bellesa i bon gust. Les seves arts es van començar a fer per a l'home, per tant l'home ha de ser l'objecte més digne de l'art, així normalment els pintaven nus, exceptuant el sexe femení. Per a ells, l'home és la més digna obra de la natura per la seva comoditat i simetria de la seva formació, d'aquí va néixer l'estudi de les proporcions. L'home estava representat al natural, i per tal de representar els seus Déus van eliminar les imperfeccions humanes per a fer-los com ells imaginaven, per altra banda als seus herois els van donar un caire mixt entre humans i Déus.
Però l'art va començar a degenerar quan va arribar al poder d'alts càrrecs que la van convertir en mudes i fredes peces d'art, d'aquí -diu Mengs- neix l'art grotesc. A la Roma imperial es va donar una successió de senyors amb bon gust que aportaran el renaixement de l'art, però que a poc a poc també s'anirà apagant. En l'edat mitjana Mengs diu que hi ha una caiguda total, que no hi ha expressió, però que finalment en el Renaixement italià es troba l'inici de la recuperació del gust per l'art. El seu iniciador serà Giotto, però com el coneixement ha de precedir la lliçó, es va seguir imitant, sense saber què era el Gust, que el van elevar Rafael, Corregio i Ticià. Miquel Àngel va elevar la pintura fins a la lliçó i d'ella en va néixer el gust de l'art, però sent l'art una imitació de la natura. Però igualment, per adquirir el bon gust és necessari, segons Mengs, estudiar la natura i observar les obres ja reconegudes que es basen en la naturalesa.
Mengs per tal de millorar el seu aprenentatge i la seva doctrina va basar-se i observar en pintors moderns que definien el seu gust pictòric. Dels pintors moderns tenia a Rafael Sanzio pel primer en el dibuix i l'expressió, a Correggio en la gràcia i el clarobscur, i a Tiziano pel Color. No sols va aprofitar les virtuts i mancances per a opinar i donar consells sobre com pintar, com aplicar la llum, el color, etc., sinó que també va aprofitar-ho com a pintor, fent de tots els seus artistes a seguir, un estil propi.
| « | El primer ocupava el seu enteniment, el segon el cor i el tercer no li passava dels ulls. | » |

Del millor d'ells se'n va aprofitar per a crear el seu propi estil. De Rafael tot el que és visible de la naturalesa, el que influeix en el cos, en les passions i en el seu moviment. Tot i això, Mengs creia que havia de divinitzar més. Per tal de complementar la gràcia de Rafael, s'inspirà en les tonalitats de Tizià i en els clarobscurs de Correggio.
Pel que fa al gust en si mateix, tenia com a màxim l'art antic. En ell trobava la bellesa màxima, ja que en ell s'hi trobava el primer indici d'esperit contingut en l'art. Veient l'obra del Laocoont i els seus fills veu la bellesa perfecta, trobada en la simplicitat de l'obra, en el seu realisme, i en la capacitat d'integrar les emocions en una figura estàtica. La simplicitat, la puresa… Això era la bellesa, i per a ell el màxim en el gust artístic. Encara que també hi trobés errors en les obres, les trobava les més grans per ser les primeres de totes.

##### Anàlisi d'obres pictòriques de Mengs
En aquest apartat, José Nicolás de Azara fa una relació de l'ideal estètic pictòric de Mengs aplicat a la seva pròpia obra pictòrica, exemplificant-ho amb dues de les seves obres: el Davallament i la Nit.

###### El davallament
| « | Qui vegi els seus quadres graciosos no creurà que la mateixa mà hagi pogut pintar aquest. Tot ell respira dolor i tristesa. El to general de color s'assembla a la manera Dòrica de la música i de l'Arquitectura. Cada figura mostra aquell grau de dolor que correspon al seu caràcter. | » |

Davallament de la creu de Van der Weyden

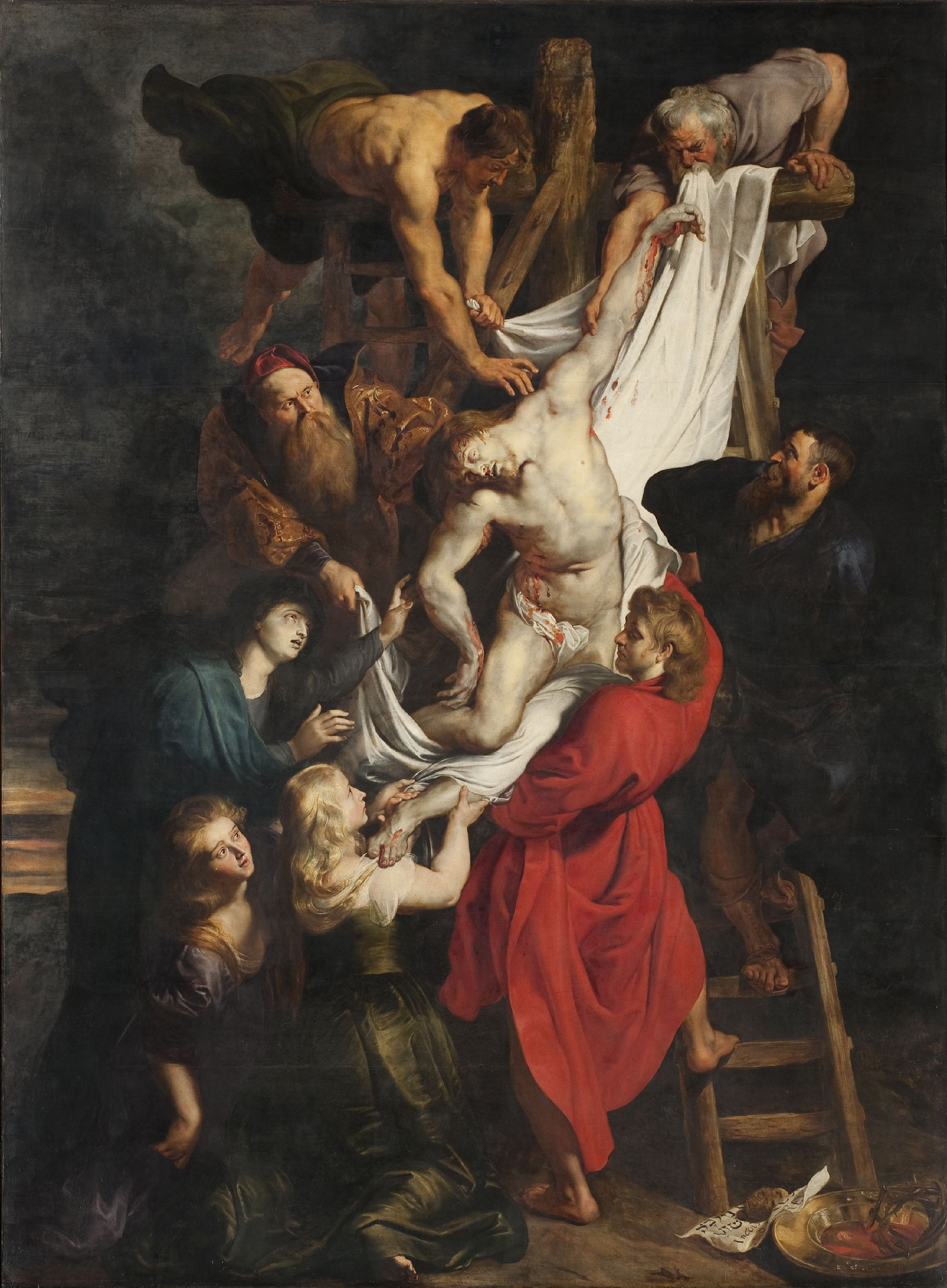
Davallament de la creu de Rubens

Mengs era filòsof i pintava per a ells, per tant, tot i mostrar la realitat, no l'embrutia. Mostrava el dolor pels gestos sense apartar-se del realisme dels colors. Cada personatge mostra un dolor especial i únic. Tampoc s'aparta de la veracitat sobre l'espai on succeïren els fets, tot i que està tractat en un segon terme. El que Mengs destaca, per contra dels seus mestres, és l'expressivitat de les faccions i dels gestos. A diferència de l'estètica anterior, i inclús la del moment, sols es representaven cossos, amb algunes faccions, però sols es treballaven les de la Verge Maria i la de Maria Magdalena, la resta quedaven soterrats per la significació pura. En canvi Mengs, dota d'expressivitat a cada un dels personatges, representant el grau de dolor que sentien. Millora l'expressivitat dels anteriors.

###### La nit
Seguint la capacitat de Mengs d'adaptar l'humor i el caràcter dels seus personatges, en la seva Nit -per la qual va lluitar contra Correggio- va aconseguir dotar de naturalitat i de realisme a les imatges, trencant amb l'ideal del Neoclassicisme d'anteposar el dibuix al color. Gràcies a aquesta innovació aquesta obra és més real, ja que en utilitzar també el color, dona sensació de vitalitat i no pas de figures estàtiques i inertes. La llum que desprèn Jesús nen i les carns, semblen reals. Mengs va aconseguir —segons l'autor– la bella mesura entre el diví i l'humà.
| « | Esprem la bellesa més riallera que els sentits puguin gaudir. | » |

### Música i pintura
| « | Oímos que silvaba y cantaba á solas, y le preguntamos la causa. Nos Dixo, que repasaba una sonata de Corelli, porque pensaba hacer aquel quadro por el estilo de la Música de aquel famoso compositor. | » |

| « | No hay cosa mas parecida á la Pintura que la Música: una y otra con Artes de imitación: tienen por objeto la Belleza, y necesitan de la harmonia. Un sonido qualquiera no es bello porque esté bien imitado; ni una pintura bella porque imite bien un objeto. Uno y otro seran copias fieles, y no mas. Podrá deleitar los sentidos una música; pero como dice Platon en el segundo de las leyes, solo es laudable aquella que explime la belleza. | » |

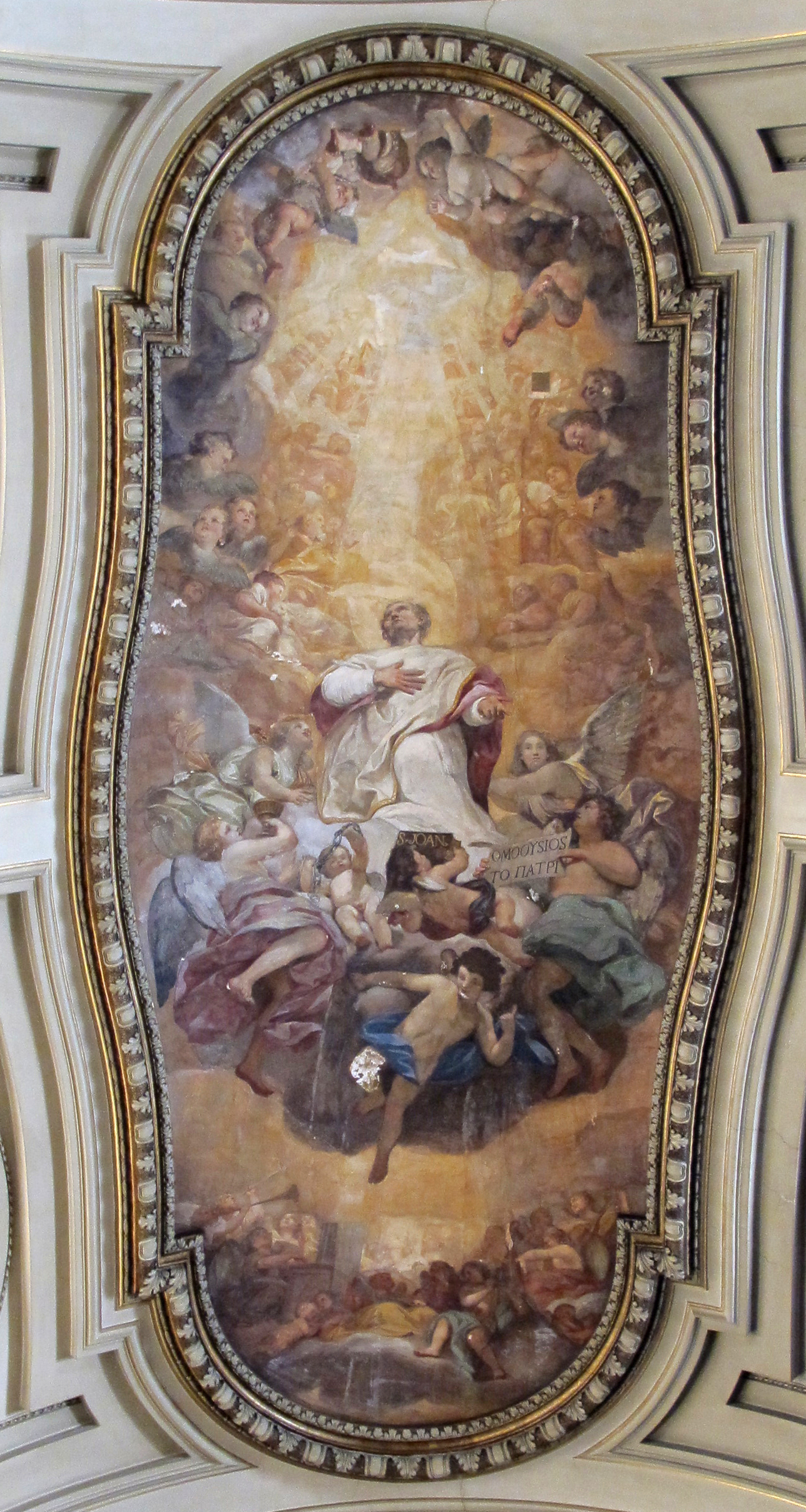
Gloria di sant'Eusebio, 1757, Roma, chiesa di Sant'Eusebio

Mengs, que havia estudiat i penetrat tant en el món grec sabia que l'assumpte campestre havia de ser utilitzar en el mode peoni i no en Ditiràmbic. Va arribar a trobar la relació musical amb les seves representacions. Utilitzava per als Descendiments el Mode dòric, i per a un Naixement o una Anunciació, el gènere cromàtic o graciós. I com Plini el Vell o Vitruvi, no era capaç d'aguantar allò burlesc o arabesc, ja que cridava solament als sentits, i la música i la pintura debien excitar idees sublims que engrandissin en primer lloc la nostra naturalesa i en segon lloc l'ànima. Va començar això el seu quadre segons el caràcter musical de Corelli, en què l'harmonia està tan ben distribuïda, que los sentits es troben còmodes igual i de forma tova.
- La Verge Maria o Mare de Déu que durant la història de la cristiandat i de l'art s'ha representat com la intercessora més gran entre l'home i Déu. Considerada la dona més suprema, la segona Eva que sofrirà per la mort del fill, la dama de la cavalleria, la dona ideal.[21] Mengs la relaciona amb la humilitat i modèstia alegria, alegre per ser mare bondadosa i piadosa, i humil per la condició social que pren d'acceptació al que Déu li demana. Per altra banda les representacions de l'anunciació, quant a la Verge, solen anar regides a uns cànons: una Verge orant i adolescent, bella, sense cap defecte.[22]
- L'Àngel Gabriel gaudeix de ser un ministre tan alt pel fet de ser l'enviat per Déu per a anunciar a Maria que serà la Mare de Déu.[23]
- Déu mostra majestuositat i bondat, que fa amable el poder. Per contra de Miquel Àngel i Rafael que el van representar sempre amb aire sever i terrible.

Aquesta va ser l'última obra de Mengs. Morí quan la pintava.

### Sobre els pintors
Mengs es basa en sis elements que diferencien el treball i talent de Rafael, Correggio i Ticià. Aquest són el disseny, el clarobscur, el color, la composició, el tractament de les teles i l'harmonia.

#### Raffaello Sanzio
Iniciat en l'art de la imitació que li va donar la precisió, en veure les obre de Leonardo da Vinci i de Miquel Àngel va passar a la creació pròpia. Pel que fa al disseny, Mengs ressalta que la seva base van ser els antics, va agafar de la Natura el més bell i va descartar el superflu. Encara que en un principi no apliqués el clarobscur, ja que sols imitava, en veure les obres de Florència dels grans mestres, va poder veure la grandiositat que podia donar el clarobscur. I va començar buscant masses, i va unir-les juntament amb els colors en els llocs més realçats. Pel color, aprèn amb la tècnica de l'oli, tot i que segons és l'últim dels tres en aquest aspecte degut a la seva cruesa i sequedat en la tècnica. La composició la inicia sent freda però avança arribant a adquirir vida en els cossos representats. Observava si el tema requeria grandesa, moviment, tranquil·litat. Pensava en la figura, en la posició, les faccions i sentiments que tindria i que estaria sofrint en la realitat, així aconsegueix representar el moviment de l'ànima i de l'exterior. Pel que fa al tractament de les teles, es basa en els baixos relleus dels antics per a fer-los amb més naturalitat, els aplica com una cosa accessòria, i procura vestir i no pas amagar els cossos aplicat segons el nu que es trobi sota la tela, que es trobarà en moviment pel vent i el moviment natural del cos. Per acabar, Mengs no ressalta com a bon harmonitzador a Rafael, dons sols es basava en la imitació de la natura.

#### Antonio da Correggio
Correggio s'inicia en el disseny> bàsicament copiant la natura i apartant al seu gust, el que és angular i agut. Mengs en nombra com el més gran pel que fa al clarobscur. La grandiositat de les parts contribuïa molt a el que és agradable, aleshores deixa les minuciositats i va engrandir les formes evitant els angles. Va reduir els espais clars i així eren més agradables. En la seva pintura -amb pocs clars i molts reflexos- troba la part més clara i la més fosca en una sola part del quadre, fent una gradació del clarobscur. Aquesta fusió l'aconsegueix amb colors transparents per a formar el clarobscur. El Negre per a les tenebres, però la llum en venir del sol, no és exactament blanca, sinó una mica groguenca i, per tant, el reflex ha de semblar-se. D'aquí va extreure la seva increïble idea de llum, sobra i reflex.
| « | El que és fort, trist i expressiu és en ell com el plor dels nens, que després es converteix en riure. | » |

Així explica Mengs la idea de composició que té Correggio, en el que no acceptava el que és expressiu, li sembrava un horror. Així doncs va ser el primer a escollir la bella aparença com a tema en si. Aquí també podem incloure el tema del tractament de la tela, basat únicament a fer agradable el plec a l'ull humà. Finalment, l'harmonia de Correggio es defineix entre el disseny, el clarobscur i el color, els contorns oblics. I aconsegueix aquesta harmonia fent guiar els ulls per la composició a partir de colors forts i mitjans, i línies corbes i rectes.

#### Ticià
De tots tres, aquest és el que Mengs menys eleva. Repeteix que es basa en la pura imitació, encara que això l'elevi a un estatus com a coneixedor del color i de les textures. En el disseny això l'afavoreix, ja que aconsegueix una gran exactitud de la vista, l'ajuda en el clarobscur, ja que aconsegueix fer la unió dels colors> amb les gradacions pertinents i la unió de les transparències, així com el tractament de les textures. Pel que fa a les composicions , a la roba i a l'harmonia, els ha d'agrair a l'observació i imitació de la natura, que l'ensenya la naturalitat i la puresa del tractament pictòric.

#### Antics
Mengs explica que el gust dels antics és el gust de la Bellesa, que encara que les seves obres siguin imperfectes pel fet de representar homes, tenien en gust de la perfecció. I destaca que hi ha tres tipus de bellesa: 
1. La bellesa del gust repartit entre allò necessari i allò útil. Com a mostra, Mengs cita el Laocoont i el Tors de Belvedere.
2. La bellesa del necessari o de l'útil Com a mostra: Apol·lo de Belvedere i el Gladiador Combatent
3. La bellesa ínfima que sols se situa en les parts de pura necessitat.

- Elements antics en l'estètica moderna:

Mengs coincideix amb la idea de renovar la percepció de la bellesa de l'art, que es tenia sobrevalorada a la bellesa de la naturalesa.
- Elements moderns en l'estètica antiga:

L'art és expressió i creació, existeix gràcies a la necessitat que té l'artista d'expressar els seus sentiments i les seves idees. L'art és individual, i com que pot ser executat de diverses maneres, cada artista té dret a executar-lo a la seva manera i ha d'aconseguir completar la naturalesa, i si és possible, millorar-la.
| Rafael | Correggio | Ticià | Antics |
| ------ | --------- | ----- | ------ |
|        |           |       |        |

### Cartes
En el recull d'aquesta edició s'han inclòs algunes de les cartes que Mengs va enviar a amics, cardenals i altres autoritats. Aquestes cartes són principalment discussions artístiques sobre grups compositius escultòrics o pictòrics i sobre com es podrien millorar. En alguna d'elles també hi parla sobre estils i parts de la pintura, i sobre els progressos i decadències que ha sofert l'art al llarg de la història.

#### Sobre el grup de Niobe
Aquesta carta la respon amb relació a la carta enviada per Fabrioni comentant la grandesa de l'obra antiga i la seva originalitat, i criticant pintors moderns com copistes. Mengs destaca que les obres antigues ens semblen belles perquè no tenim les originals, que serien bellíssimes. Ja en època de Praxiteles, diu Mengs, hi havia confusió de si eren obres originals o còpies, doncs els noms esculpits en les estàtues, eren fingits. D'aquest, es planteja si el Laocoont és una obra original o una còpia, ja que, observant ell l'estàtua, va veure un error en el braç d'un dels fills, que estava descol·locat, més baix del que hauria, i això el va portar a reflexionar i a arribar a la conclusió que era una còpia, ja que la grandesa dels escultors antics no permetia aquest tipus d'errors. Eleva també el treball del moderns que es fixen en els antics, encara que siguin copies, ja que milloren aquests errors i engrandeixen les seves obres artístiques.

#### A Mr. Estevan Falconet
En aquesta carta Mengs es posa en contacte amb Falconet a causa d'unes crítiques que fa d'ell i de l'obra de Winckelmann en uns escrits que Mengs pot llegir de Sr. Zinowieff, per altra banda aprofita per a donar-li una nova visió sobre la descripció que fa de l'estàtua eqüestre de Marc Aureli. Per contra del que diu Falconet, Mengs realça la imatge de Marc Aureli i el cavall per tenir una expressió animada, i les compara amb les situades a Florència i a Venècia, que -segons ell- manquen de res que els facin especials. I el que fa precisament especial aquesta imatge és l'estat momentània en què s'ha retratat. Remarca que està feta amb el gust més ben fundada en les raons de l'art i de la Naturalesa. I explica per què les obres antigues sembla que tinguin vida, perquè retraten moments espontanis, naturals, sense idealitzar. Remarca, finalment, la raó per la qual Winckelman defensa l'art antic. Com ell també defensa, creu que la percepció de la bellesa va variant en el transcurs del temps, així doncs, sent que en el seu moment no agradava el cap del cavall, Winckelman diu que en totes les obres antigues els cavalls gaudien de la mateixa fisonomia, era el gust de l'època.

#### Fragment d'un discurs sobre els medis per afavorir les belles arts a Espanya
La primera paraula del títol d'aquest assaig, Fragments, fa pensar que aquest escrit podria ser una Introducció a un escrit molt més ampli. Mengs argumenta que la nació espanyola no és tan pròpia com la grega per progressar en les Arts. Però creu que sí que té les qualitats necessàries per poder-ho fer, més que cap altra. Tot i que per poder progressar, ha de corregir els inconvenients dels costums d'aquest poble.
També fa una visió sobre els comandants de les obres i en diu que eren més ignorants que els propis artífex, ja que normalment eren gent d'armes o estudiosos de teologia. Els pintors espanyols estaven acostumats a imitar la Veritat, però sense aconseguir la part del Gust de la Bellesa, la qual en aquells moments es trobava a Itàlia i aquests pintors espanyols no havien vist.
Pel que fa als monarques, en diu que Felip II va ser un declarat amant de les arts. Va emprendre l'obra de l'Escorial i va premiar als artistes, però la noblesa va continuar pensant amb les armes i les riqueses. De Felip IV de Castella en diu que va honorar la pintura gràcies a Velázquez, però aquest monarca no va seguir el bon camí per poder perfeccionar l'Art.
Per tant, la Nació va continuar pensant que el que és gran i bell consisteix en la riquesa, i per aquest motiu els autors feien les obres d'aparença rica. Una nació que solament pensi en la riquesa i la grandesa és impossible que pugui adquirir el bon gust, perquè aquest, només s'aprèn veient coses perfectes i que tan sols tingui les parts purament necessàries.

#### A D. Antonio Ponz
Sobre el mèrit dels quadres més singulars que es conserven al Palau Reial de Madrid
En aquesta fa un debat entre la pintura ideal i la real, confirmant que és necessària la idealització per a millorar la natura però sense fer excessos. Per tal de defensar la seva tesi defineix diferents estils i parts de la pintura per a escollir quins són millors i quins d'ells pitjors.
Estils
- Estil sublim: aquell que fa concebre les idees superiors de la natura, i es basa a formar una unitat d'idees d'allò possible i impossible del mateix objecte.
- Estil bell: idea o imatge de la perfecció possible, mai la perfecció es fa visible sense produir bellesa i la bellesa sense produir perfecció. És un estil senzill, de durada i execució individual. I depèn del caràcter segons el subjecte en qui es troba. El compara amb Grècia i la bellesa de les formes.
- Estil graciós: són de moviments moderats, fàcils, amorosos i humils. Posa dos exemples: a Grècia trobaríem a Apel·les de Colofó, que segons ell, es trobava en un grau superior, que expressava en les seves obres tota la naturalitat i simplicitat. i en la seva actualitat a Correggio, que com ja hem comentat, s'inclou en aquest estil pels contorns suaus i el clarobscur.
- Estil expressiu: en aquest l'expressió és el punt més important. Exemples d'aquest és Rafael d'Urbino i el Laocoont.
- Estil viciós: és aquell estil carregós i mundà.
- Estil fàcil: no busca la perfecció, s'acontenta a donar distinció a totes les parts de l'art.

Parts de la pintura
- Dibuix: la perfecció consisteix en la correcció en la imitació de les formes de la natura.
- Clarobscur: imitació dels efectes de llum i ombra de la natura, i donar força, dolçor, degradació, varietat i descans per a la vista.
- Color: justa imitació dels colors locals o tons de color que té cada cosa.
- Intenció: el talent de l'artífex, en aquest, diu, és la Poesia de la Pintura.
- Composició: art d'ajuntar amb bon mètode els objectes triats per mitjà de la bona composició.

#### A un amic sobre el principi, progrés i decadència de les arts del disseny
Mengs parteix de la idea que les Belles Arts sorgeixen de la necessitat de l'expressió de la idea de la Bellesa, tenint com a referència la imitació.
La importància del disseny per les Belles Arts ve explicada per l'obligatorietat de l'ús d'aquesta tècnica en qualsevol de les manifestacions artístiques.
Mengs reconeix als egipcis com els introductors de la Bellesa en aquesta branca de les Belles Arts, i afirma que quan els grecs van començar a cultivar el disseny, ja eren una nació culta i, per tant, no van obrar com els egipcis.
Així doncs, els grecs, amb raons filosòfiques van buscar les parts més nobles i dignes de les coses per poder-les imitar. I d'aquesta manera van arribar al grau de perfecció. Van inventar i trobar el camí de l'Estil bell, plasmant l'estructura de l'home en les seves obres millor que com es troba en la Naturalesa i trobaren la Gràcia i la suavitat de l'Art. Més tard, els romans van confondre les idees de la bellesa amb les de la riquesa i d'aquesta manera les Arts van anar decaient. Sobretot quan es va abraçar el cristianisme com a religió.
Les arts van estar en aquest estat de decadència durant molts segles, fins que per fi van començar a renàixer a Itàlia, particularment a la República de Florència. En l'escultura, Miquel Àngel va buscar l'origen de la Bellesa mitjançant l'anatomia i la imitació de les obres dels Antics.
Pel que fa als principis de la pintura, Mengs parla dels Grecs com els artífexs que van abandonar la primitiva manera de pintar i en van fer ús del clarobscur, anant de mica en mica afegint els diversos colors. D'aquesta manera, amb el mateix esperit filosòfic amb què van dirigir l'escultura, també van conduir la Pintura fins al grau de la perfecció. Però de la mateixa manera que l'escultura va començar a decaure, també ho va fer la pintura.
La pintura va acabar renaixent igual que l'escultura, però ho va fer temps més tard, tot i que de la mà del mateix Miquel Àngel quan va pintar la volta de la Capella Sixtina.
Al mateix temps que Miquel Àngel també va aparèixer Rafael, qui es va quedar perplex de Leonardo i qui finalment va posar la Pintura al grau de perfecció immediatament després de l'estat en què els grecs la van posar.
Finalment, Mengs, tot i no considerar que l'arquitectura hagi d'estar entre les Belles Arts, sinó entre les mecàniques li dedica unes quantes paraules.
En aquesta art però, tanmateix com en les altres dues, en diu que en van ser els Grecs els que van introduir-li la Bellesa, però com que l'arquitectura no tenia prototip en la naturalesa, no es van poder trobar les més belles proporcions i va estar lligada als capricis i idees dels homes, dels temps i de les circumstàncies.
Finalment, els Romans, van introduir, com en les altres dues arts, ornaments i extravagàncies, que eren contràries a la raó i li van fer perdre la bella simplicitat que l'art tenia. Així doncs, després d'aquest declivi i passant pel Gòtic, va ser Brunelleschi el primer que va fer veure als italians el Gust de l'arquitectura grega i d'aquesta manera, l'arquitectura va renéixer igual que les dues altres arts, però mai, segons argumenta Mengs, es va poder arribar a la Bellesa i al Gust què van arribar els Grecs.

## Edicions
L'edició més important va ser l'edició completa del llibre de José Nicolás de Azara, on es va incloure totes les obres que havia escrit Mengs. La recopilació d'Azara va ser traduïda a quatre idiomes, portada a terme durant sis anys, i per acabar, el 1796 va aparèixer la primera versió anglesa. Excepte a Anglaterra, a la resta de les llengües va ser reeditada en diverses ocasions amb considerables augments en el text i les revisions.
Les edicions, ordenades per països, van ser:
- Espanya:

- Obras de Don Antonio Rafael Mengs, primer pintor de Cámara del Rey, publicades por Don Joseph Nicolás de Azara. Madrid, Imprenta Real, 1780.
- Obras de Don Antonio Rafael Mengs, primer pintor de Cámara del Rey, publicades por Don Joseph Nicolás de Azara. Madrid, Imprenta Real, 1797. Segona Edició.
- Itàlia:

- Opere di Antonio Raffaello Mengs. Primo Pittore della Maestá di Carlo III, re di Spagna. Publicate di D. Giuseppe Nicola d'Azara. Parma della Stamperie Reale, 1780.
- Opere di Antonio Raffaello Mengs, primo pittore del Re Catolico Carlo III, pubblicate del Cavaliere Niccola d'Azara e rivedute ed aumentate de Carlo Fea, Roma, Imp. Pagliarini, 1787.
- Opere di Antonio Raffaelo Mengs, primo pittore del Re Catolico, publicate del Cavaliere Niccola d'Azara dello stesso rivedute ed aumentate in questa edizione, Bassano, 1783.
- Opere di Antonio Raffaello Mengs. Primo Pittore del Re Catolico Carlo III, Milà, 1836.
- França:

- Ouvres de M- le chevalier Antoine-Raphaël Mengs. Amsterdam, 1781.
- Oeuvres de M. Mengs traduits par J.P. Doray de Longrais avec un éloge historique de Mengs, rédigée par C.T. Hérissant, sur des notes qui avaient été envoyées de Stuttgart au traducteur, par Guibol, élève de Mengs, Ratisbon, 1782.
- Oeuvres complètes d'Antoine-Raphaël Mengs, París, 1786-87.
- Alemanya:

- Des Ritter Anton Raphael Mengs hinterlassene Werke, Halle, 1786.
- Des Ritter Raphael Mengs sämmtliche binterlassene Schriften. Bonn, 1843-44
- Anglaterra:

- The Work of Anthony Raphael Mengs. London, 1796.